# Gülnar Hatun
Gülnar Hatun znana również jako Büyük Ece lub Büyükece (ur. 731 w Antiochia Margiańska, zm. 769 w Brama Cylicyjska) – półlegendarna turecka bohaterka narodowa.

## Życiorys
Prawdopodobnie rodzina Gülnar wywodziła się z kaganatu Gokturka. Należeli do ludu wędrującego i mieszkali jakiś czas w osadzie Dörtkuyu, niedaleko Antiochii Margiańskiej, która obecnie znajduje się w Turkmenistanie. Rejon ten znajdował się pod panowaniem kalifatu Umajjadów i walczył z Turkitami. W 728 r. zakazali posługiwania się ich językiem i stosowania tradycyjnych dla tego ludu obrządków. Nie przestrzegających zakazów więziono albo zabijano.

Bizantyjsko-arabska granica w południowo-zachodniej Anatolii

Gülnar Hatun urodziła się w 731 r. w osadzie Dörtkuyu. Była córką Yahşiego i jego żony Duru. Zarówno rodzice Gülnar, jak i ojciec jej narzeczonego Yirbaği zostali zabici przez generała Umajjadów Nasra ibn Sajjara podczas panowania ostatniego kalifa z dynastii Umajjadów Marwana II. W 750 r. do władzy doszli Abbasydzi, a ich polityka nie różniła się zbytnio od polityki Umajjadów. Po zabiciu ojca Gülnar poprowadziła dużą grupę ludności do Al-ʿAwāsim w północnej Syrii, strefy buforowej między światem arabsko-islamskim a Bizancjum. Obecnie teren ten znajduje się w granicach południowej Turcji.
Yirbaği przejął po swoim ojcu władzę i został wielkim przywódcą. Przyjął imię Horasanlı Ebu Müslim i walczył z Abbasydami. Zginął w wieku 29 lat, w wyniku pułapki zastawionej na niego przez kalifa Mansura. Po zabójstwie ojca i narzeczonego, Gülnar Hatun zbuntowała się przeciwko kalifowi i zjednoczyła wszystkie plemiona Turkitów. Przemieszczali się po całej Anatolii wraz ze stadami zwierząt. Na mułach przewozili namioty, w których spali. Wspólnie przemieszczali się wojownicy, kobiety i dzieci.
Gülnar brała udział w walkach z Abbasydami. Zginęła 7 kwietnia 769 r. na Przełęczy Cylicyjskiej, wąskiej przełęczy w górach Taurus, między Cylicją i basenem Morza Śródziemnego oraz Wyżyną Anatolijską.